# Hoàn Kiếm
Hoàn Kiếm là phường trung tâm thuộc thành phố Hà Nội, thủ đô của Việt Nam. Phường được hình thành trên cơ sở sáp nhập các phường Hàng Bạc, Hàng Bồ, Hàng Buồm, Hàng Đào, Hàng Gai, Hàng Mã, Lý Thái Tổ và một phần diện tích tự nhiên, quy mô dân số của các phường Cửa Đông, Cửa Nam, Đồng Xuân, Hàng Bông, Hàng Trống, Tràng Tiền thuộc quận Hoàn Kiếm cũ của Hà Nội và một phần diện tích phường Điện Biên quận Ba Đình cũ, trong đợt Sáp nhập tỉnh, thành Việt Nam 2025.

## Lịch sử
Phường Hoàn Kiếm được thành lập theo Nghị quyết số 1656/NQ-UBTVQH15 của Ủy ban Thường vụ Quốc hội Việt Nam, ban hành ngày 16 tháng 6 năm 2025. Theo đó, sắp xếp các phường Hàng Bạc, Hàng Bồ, Hàng Buồm, Hàng Đào, Hàng Gai, Hàng Mã, Lý Thái Tổ và một phần diện tích tự nhiên, quy mô dân số của các phường Cửa Đông, Cửa Nam, Đồng Xuân, Hàng Bông, Hàng Trống, Tràng Tiền thuộc quận Hoàn Kiếm cũ của Hà Nội và một phần diện tích phường Điện Biên quận Ba Đình cũ, để thành lập phường Hoàn Kiếm.

## Địa lý
Sau sắp xếp phường có diện tích tự nhiên 1,93 km2, quy mô dân số 71.280 người. Phía Đông tiếp giáp phường Hồng Hà (ranh giới đi theo đường Vành Đai 1), phía Tây tiếp giáp phường Ba Đình (ranh giới đi theo phố Tôn Thất Thiệp - đường giao thông quy hoạch - phố Lý Nam Đế - phố Cửa Đông - đi theo ranh giới cấp quận cũ), phía Nam tiếp giáp phường Cửa Nam (ranh giới đi theo phố Tràng Tiền - phố Hàng Khay - phố Tràng Thi - đường Điện Biên Phủ), phía Bắc tiếp giáp phường Ba Đình (ranh giới đi theo phố Phan Đình Phùng - Hàng Đậu).

## Hành chính
Trụ sở Đảng ủy – UBND phường Hoàn Kiếm: Số 126, phố Hàng Trống, phường Hoàn Kiếm (Địa chỉ cũ: Số 126, phố Hàng Trống, phường Hàng Trống, quận Hoàn Kiếm)